# Wybory prezydenckie w Stanach Zjednoczonych w Kalifornii w 1980 roku
Wybory prezydenckie w Stanach Zjednoczonych w Kalifornii w 1980 roku – odbyły się 4 listopada 1980 jako część 49. wyborów prezydenckich, w których wzięło udział wszystkie 50 stanów oraz Dystrykt Kolumbii.
Wyborcy w Kalifornii wybrali elektorów, aby reprezentowali ich w głosowaniu powszechnym w kolegium elektorskim.
Kalifornia została zdobyta przez kandydata republikanów – Ronalda Reagana.
| 1976← 4 XI 1980 →1984 |                                                                                          |                                                                                |                                                                                   |
| --- | ---------------------------------------------------------------------------------------- | ------------------------------------------------------------------------------ | --------------------------------------------------------------------------------- |
| - Kandydat na prezydenta - Partia polityczna - Stan macierzysty - Kandydat na wiceprezydenta - Głosy elektorskie - Głosy powszechne - Wyniki procentowe | - Ronald Reagan - republikanin - Kalifornia - George H.W. Bush - 45 - 4 524 858 - 52,69% | - Jimmy Carter - demokrata - Georgia - Walter Mondale - 0 - 3 083 661 - 35,91% | - John B. Anderson - bezpartyjny - Illinois - Patrick Lucey - 0 - 739 833 - 8,62% |